# Chelostoma xizangense
Chelostoma xizangense is een vliesvleugelig insect uit de familie Megachilidae. De wetenschappelijke naam van de soort is voor het eerst geldig gepubliceerd in 1982 door Wu.